# United States Census 1900
Der United States Census 1900 war die 12. Volkszählung in den Vereinigten Staaten seit 1790. „Census Day“ war der 1. Juni 1900.

## Geschichte
Der United States Census 1900 wurde 1900 in den damals 45 Bundesstaaten der Vereinigten Staaten vom United States Census Bureau unter der Leitung von William Rush Merriam durchgeführt. „Census Day“ und damit offizieller Stichtag für die Erhebung war der 1. Juni 1900. Beteiligt an der Datenerhebung waren 52.871 Personen, die Gesamtkosten beliefen sich auf 11.854.000 Dollar. Der Fragebogen bestand aus 28 Fragen zu Abstammung, Geschlecht, Kindern usw. Der Abschlussbericht bestand aus 10.925 Seiten.

## Ergebnisse
Die Gesamtbevölkerung der Vereinigten Staaten am 1. Juni 1900 betrug 75.994.575 Einwohner (ohne Alaska und Hawaii). Dies entspricht einem Zuwachs von 13.046.861 Einwohnern (oder 20,7 %) seit der letzten Volkszählung 1890. Bei einer Fläche von 3.021.295 Quadratmeilen betrug die Bevölkerungsdichte 25,6 Einwohner pro Quadratmeile.
Im Jahre 1900 waren 51,2 % aller amerikanischen Staatsbürger männlich, 48,8 % weiblich. Insgesamt bestand die Bevölkerung aus 66.990.688 Einwohnern weißer Hautfarbe, 8.840.789 Afroamerikanern, 119.050 Einwohnern chinesischer Abstammung, 86.000 Einwohnern japanischer Abstammung und 266.760 Nachfahren der amerikanischen Ureinwohner. 50.104.448 Personen gaben an, Nachfahren von im Land geborenen Eltern zu sein, bei 26.198.939 Personen war mindestens ein Elternteil im Ausland geboren. Bei insgesamt 21.074.079 Personen waren beide Elternteile im Ausland geboren, von diesen hatten 408.195 Personen Eltern, die beide in Österreich geboren waren, 6.214.799 hatten Eltern, die beide in Deutschland geboren waren und 187.924 Personen hatten Eltern, die in der Schweiz geboren waren. 10.460.085 Personen gaben an, im Ausland geboren worden zu sein, von diesen waren 276.702 in Österreich geboren, 2.669.164 in Deutschland und 115.959 in der Schweiz.
Die in den alle zehn Jahre stattfindenden Volkszählungen der Vereinigten Staaten ermittelten Einwohnerzahlen der Bundesstaaten sind der Schlüssel zur Festlegung der Anzahl der Abgeordneten aus diesen Bundesstaaten im Repräsentantenhaus der Vereinigten Staaten. Die Anpassung wird in der Regel im übernächsten Kongress nach einer Volkszählung vorgenommen.   

## Bundesstaaten nach Einwohnerzahl
Bundesstaaten sortiert nach ihrer Einwohnerzahl laut dem Endergebnis der Volkszählung von 1900
| Rang | Bundesstaat    | Bevölkerung |
| ---- | -------------- | ----------- |
| 01   | New York       | 7.268.894   |
| 02   | Pennsylvania   | 6.302.115   |
| 03   | Illinois       | 4.821.550   |
| 04   | Ohio           | 4.157.545   |
| 05   | Missouri       | 3.106.665   |
| 06   | Texas          | 3.048.710   |
| 07   | Massachusetts  | 2.805.346   |
| 08   | Indiana        | 2.516.462   |
| 09   | Michigan       | 2.420.982   |
| 10   | Iowa           | 2.231.853   |
| 11   | Georgia        | 2.216.331   |
| 12   | Kentucky       | 2.147.174   |
| 13   | Wisconsin      | 2.069.042   |
| 14   | Tennessee      | 2.020.616   |
| 15   | North Carolina | 1.893.810   |
| 16   | New Jersey     | 1.883.669   |
| 17   | Virginia       | 1.854.184   |
| 18   | Alabama        | 1.828.697   |
| 19   | Minnesota      | 1.751.394   |
| 20   | Mississippi    | 1.551.270   |
| 21   | Kalifornien    | 1.485.053   |
| 22   | Kansas         | 1.470.495   |
| 23   | Louisiana      | 1.381.625   |
| 24   | South Carolina | 1.340.316   |
| 25   | Arkansas       | 1.311.564   |
| 26   | Maryland       | 1.188.044   |
| 27   | Nebraska       | 1.066.300   |
| 28   | West Virginia  | 958.800     |
| 29   | Connecticut    | 908.420     |
| 30   | Maine          | 694.466     |
| 31   | Colorado       | 539.700     |
| 32   | Florida        | 528.542     |
| 33   | Washington     | 518.103     |
| 34   | Rhode Island   | 428.556     |
| 35   | Oregon         | 413.536     |
| 36   | New Hampshire  | 411.588     |
| 37   | South Dakota   | 401.570     |
| 38   | Vermont        | 343.641     |
| 39   | North Dakota   | 319.146     |
| 40   | Utah           | 276.749     |
| 41   | Montana        | 243.329     |
| 42   | Delaware       | 184.735     |
| 43   | Idaho          | 161.772     |
| 44   | Wyoming        | 92.531      |
| 45   | Nevada         | 42.335      |